# Vršce
Vršce jsou obec v okrese Jičín v Královéhradeckém kraji. Žije v ní 236 obyvatel.

## Historie
První písemná zmínka o obci pochází z roku 1247.

## Obyvatelstvo
| Rok            | 1869 | 1880 | 1890 | 1900 | 1910 | 1921 | 1930 | 1950 | 1961 | 1970 | 1980 | 1991 | 2001 | 2011 | 2021 |
| -------------- | ---- | ---- | ---- | ---- | ---- | ---- | ---- | ---- | ---- | ---- | ---- | ---- | ---- | ---- | ---- |
| Počet obyvatel | 397  | 389  | 438  | 389  | 405  | 415  | 427  | 266  | 252  | 219  | 260  | 234  | 226  | 221  | 218  |
| Počet domů     | 55   | 55   | 55   | 57   | 65   | 74   | 87   | 94   | 78   | 69   | 70   | 81   | 82   | 84   | 80   |

## Pamětihodnosti
- Kostel svatého Vavřince
- Roubená zvonice – stojí u kostela. Pochází z roku 1515, jedná se tak o jednu z nejstarších roubených zvonic v Českém ráji.
- Okolní listnaté lesy – skládají se z původních doubravových porostů. V okolí najdeme rovněž vzácné teplomilné rostliny.[7]